# Sagnes-et-Goudoulet
Sagnes-et-Goudoulet är en kommun i departementet Ardèche i regionen Auvergne-Rhône-Alpes i sydöstra Frankrike. Kommunen ligger  i kantonen Burzet som ligger i arrondissementet Largentière. År 2022 hade Sagnes-et-Goudoulet 119 invånare.

## Befolkningsutveckling
Antalet invånare i kommunen Sagnes-et-Goudoulet
Referens: INSEE